# Alfons Sampsted
Alfons Sampsted, né le 6 avril 1998 à Kópavogur en Islande, est un footballeur international islandais, qui évolue au poste d'arrière droit à Birmingham City, en prêt de Twente.

## Biographie

### En club
Né à Kópavogur en Islande, Alfons Sampsted est formé par le club de sa ville natale, le Breiðablik Kópavogur, où il fait ses débuts au plus haut niveau. Il joue son premier match le 2 avril 2015, lors d'une rencontre de coupe de la Ligue islandaise face au BÍ/Bolungarvík. Il est titulaire et son équipe l'emporte par quatre buts à zéro. En 2015, il est prêté à un autre club islandais, le Thór Akureyri.
En janvier 2017, Sampsted rejoint la Suède en s'engageant avec l'IFK Norrköping, où il signe un contrat de quatre ans,. 
Le 20 février 2020, Alfons Sampsted s'engage avec le club norvégien de Bodø/Glimt, pour un contrat de trois ans. Il vient pour remplacer Erlend Dahl Reitan qui n'était que prêté au club. Sampsted joue son premier match sous ses nouvelles couleurs le 16 juin 2020, lors de la première journée de la saison 2020 d'Eliteserien contre le Viking Stavanger. Il est titulaire lors de cette rencontre remportée par son équipe sur le score de quatre buts à deux.
En janvier 2023, Alfons Sampsted rejoint les Pays-Bas afin de s'engager en faveur de Twente. Le transfert est annoncé le 27 décembre 2022 et il signe un contrat courant jusqu'en juin 2026,.
Sampsted inscrit son premier but pour Twente le 10 août 2023, lors d'une rencontre qualificative pour la phase de groupe de la Ligue Europa Conférence 2023-2024 face à Riga. Il ouvre le score sur un service de Mathias Kjølø et contribue à la victoire de son équipe par deux buts à zéro.
Le 12 août 2024, Alfons Sampsted rejoint Birmingham City sous la forme d'un prêt d'une saison, avec option d'achat.

### Carrière en sélection
Avec les espoirs, il inscrit un but le 25 mars 2017, lors d'une rencontre amicale face à la Géorgie (score final : 4-4). Par la suite, il délivre trois passes décisives lors des éliminatoires de l'Euro espoirs, contre l'Estonie, l'Arménie, et enfin l'Irlande. À la date du 15 novembre 2020, il est le joueur le plus capé de l'histoire de la sélection espoirs avec 30 matchs disputés,.
Alfons Sampsted honore sa première sélection avec l'équipe nationale d'Islande le 16 janvier 2020, lors d'un match amical face au Canada. Il entre en jeu en toute fin de rencontre, à la place de Mikael Anderson, lors de cette rencontre remportée par son équipe sur le score de un but à zéro.

### Palmarès
Bodø/Glimt
- Champion de Norvège (1) :
  - Champion : 2020.

 Birmingham City
- League One (1)
  - Champion : 2024-25